# Terloops
Terloops was een Vlaams tv-programma dat vanaf 1974 tot 1989 het programma Echo verving op de Vlaamse openbare omroep BRT.
"Terloops" was een humaninterestprogramma dat gewone mensen en bekende mediafiguren interviewde, maar tijdens de jaren 70 filmde men vooral in het buitenland. Vanaf de jaren 80 werd er terug meer in eigen land gefilmd.
De vaste reporters waren Bob Van Bael, Jan Van Rompaey, Wilfried Bertels en Fred Janssen. In 1975 kreeg Van Rompaey de Bert Leysen-prijs voor zijn "Terloops"-reportage rond de lotgevallen van enkele Belgische vrachtwagenchauffeurs in Turkije. In 1982 kreeg Fred Janssen de tv-prijs voor journalistiek van het Gemeentekrediet voor zijn reportage over de teloorgang van de Rupelstreek.
De generieken van Terloops werd ontworpen en gerealiseerd door Veronique Steeno en Wilfried Bertels.